# Похожденията на Чичиков
„Похожденията на Чичиков“ (на руски: Похождения Чичикова) е сатирична повест на руския писател Михаил Булгаков, публикувана през 1922 година.
Повестта е реплика към класическия роман на Николай Гогол „Мъртви души“ и е озаглавена с част от пълното му заглавие. В центъра на сюжета са герои на „Мъртви души“, магически пренесени в Русия от началото на 20-те години, които без усилие се вписват в новата действителност. За пръв път е публикувана на 24 септември 1922 година в просъветския рускоезичен вестник „Накануне“, издаван от емигранти в Берлин, и става едно от първите произведения на Булгаков, достигнали до по-широка публика.